# TACAM T-38
TACAM T-38 (рум. Tun Anticar pe Afet Mobil, Самоходное противотанковое орудие) — опытный румынский истребитель танков, разработанный и использовавшийся во время Второй мировой войны.
В 1943 году на хранении у румынской армии оставалось 40 трофейных советских 76-мм дивизионных пушек ЗиС-3, использовавшиеся для перевооружения танков LT vz.38, используемых румынской армией. Проект по перевооружению был закрыт после переворота в Румынии в 1944 году.
Модификация осуществлялась путём замены башни LT vz. 38 на советскую пушку ЗиС-3. Для защищённости экипажа и орудия, планировалось установить трёхгранную открытую бронированную рубку для создания которой использовали частично снятую бронь с повреждённых трофейных советских танков. Проект был закрыт вместе с окончанием производства TACAM R-2, так как пушка ЗиС-3 была признана не подходящей для борьбы с новейшими советскими тяжёлыми танками ИС-2.